# Тишрей
Тишрей (ивр. תִּשְׁרִי‎) — месяц начала года еврейского календаря. Приходится примерно на сентябрь — октябрь. Состоит из 30 дней.
В Тишрей — наибольшее количество праздников:

- 1-2 тишрея отмечается Рош ха-Шана — начало нового еврейского года.
- 10 тишрея наступает самый священный день — Йом Кипур («День очищения»).
- С 15 по 21 тишрея празднуется Суккот («Праздник кущей»).
- 22 тишрея — Шмини Ацерет.
- 23 тишрея — Симхат Тора.

Месяцу Тишрей соответствует созвездие Весы.